# Конференција у Казабланци
Конференција у Казабланци (под шифром SYMBOL) одржана је у хотелу "Анфа" у Казабланци, Француски Мароко, од 14. до 24. јануара 1943, ради планирања савезничке европске стратегије за наредну фазу Другог светског рата. Њој су присуствовали председник САД Френклин Д. Рузвелт и британски премијер Винстон Черчил. Такође, њој су присуствовали и представници Снага Слободне Француске генерали Шарл Де Гол и Анри Жиро, иако је њихова улога била мала, и нису учествовали у војном планирању. Јосиф Стаљин је одбио да присуствује, наводећи Стаљинградску битку као разлог због чега мора да остане у Совјетском Савезу.
Агенда конференције се углавном састојала од тактичких питања, алокације ресурса као и ширим питањима дипломатске политике. Дебате и преговори су довели до Декларације из Казабланке, којом је наведено да ће се од Сила осовине тражити "безусловна предаја". Доктрина "безусловне предаје" остаће упамћена као уједињени глас Савезника - да ће се рат водити до коначног пораза или предаје Сила Осовине.